# 중단된 멜로디
《중단된 멜로디》(Interrupted Melody)는 미국에서 제작된 커티스 번하트 감독의 1955년 영화이다. 글렌 포드 등이 주연으로 출연하였다.
이 영화는 아카데미 각본상을 받았다.

## 출연

### 주연
- 글렌 포드
- 엘레노 파커

### 조연
- 로저 무어
- 세실 켈러웨이
- 피터 리즈
- 월터 볼드윈
- 앤 코디
- 스티븐 베카시

## 기타
- 미술: 다니엘 B. 캐스카트
- 미술: 세드릭 기븐스
- 의상: 헬렌 로즈